# Erica canaliculata
Erica canaliculata är en ljungväxtart som beskrevs av Gábor Gabriel Andreánszky. Erica canaliculata ingår i släktet klockljungssläktet, och familjen ljungväxter. Inga underarter finns listade i Catalogue of Life.

## Bildgalleri

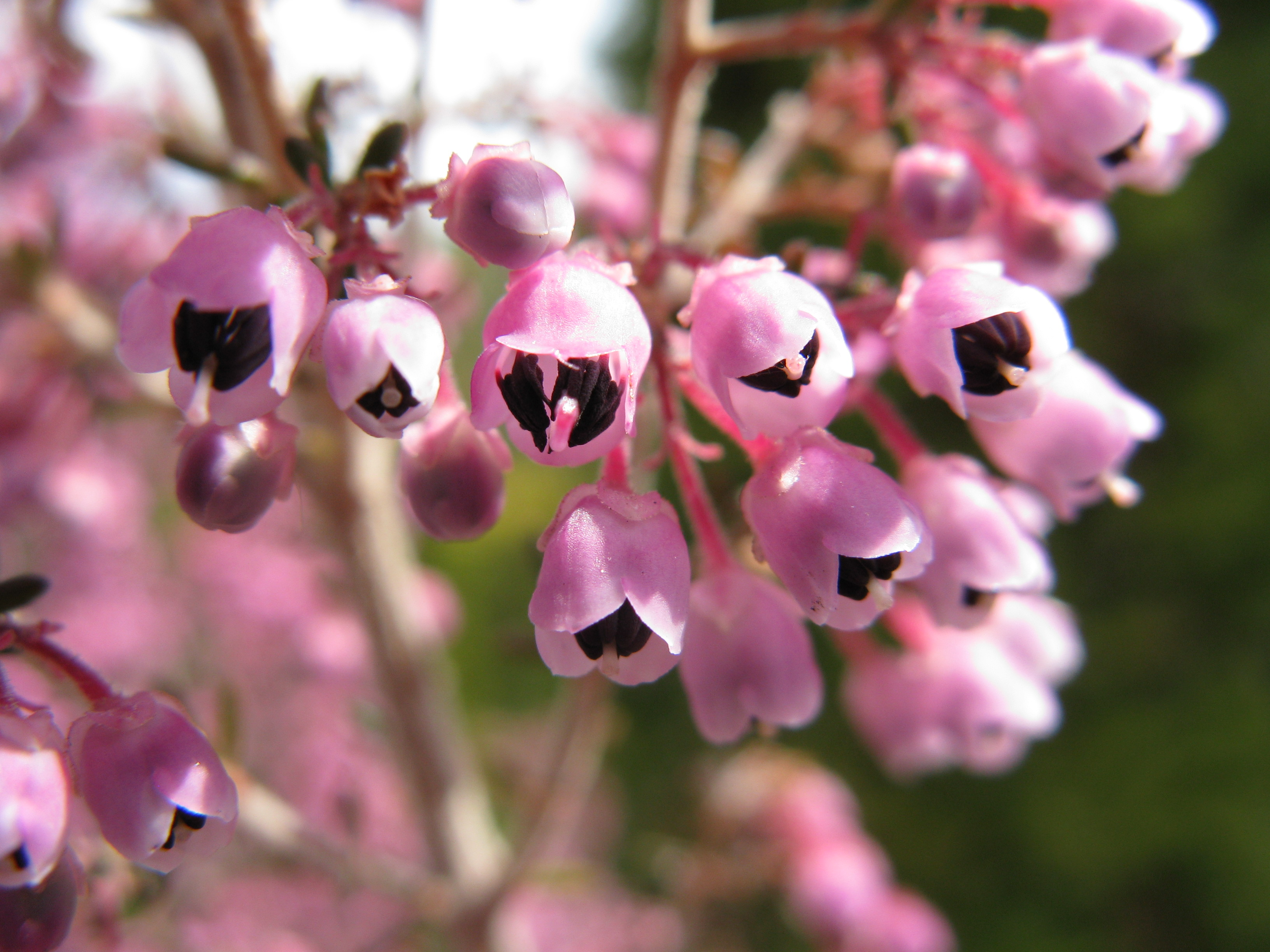
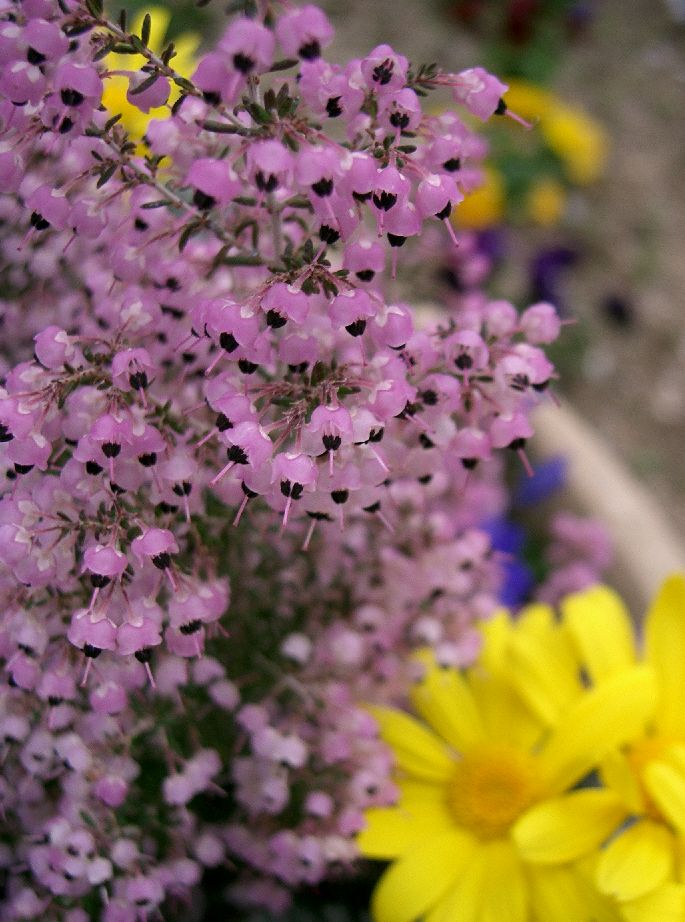
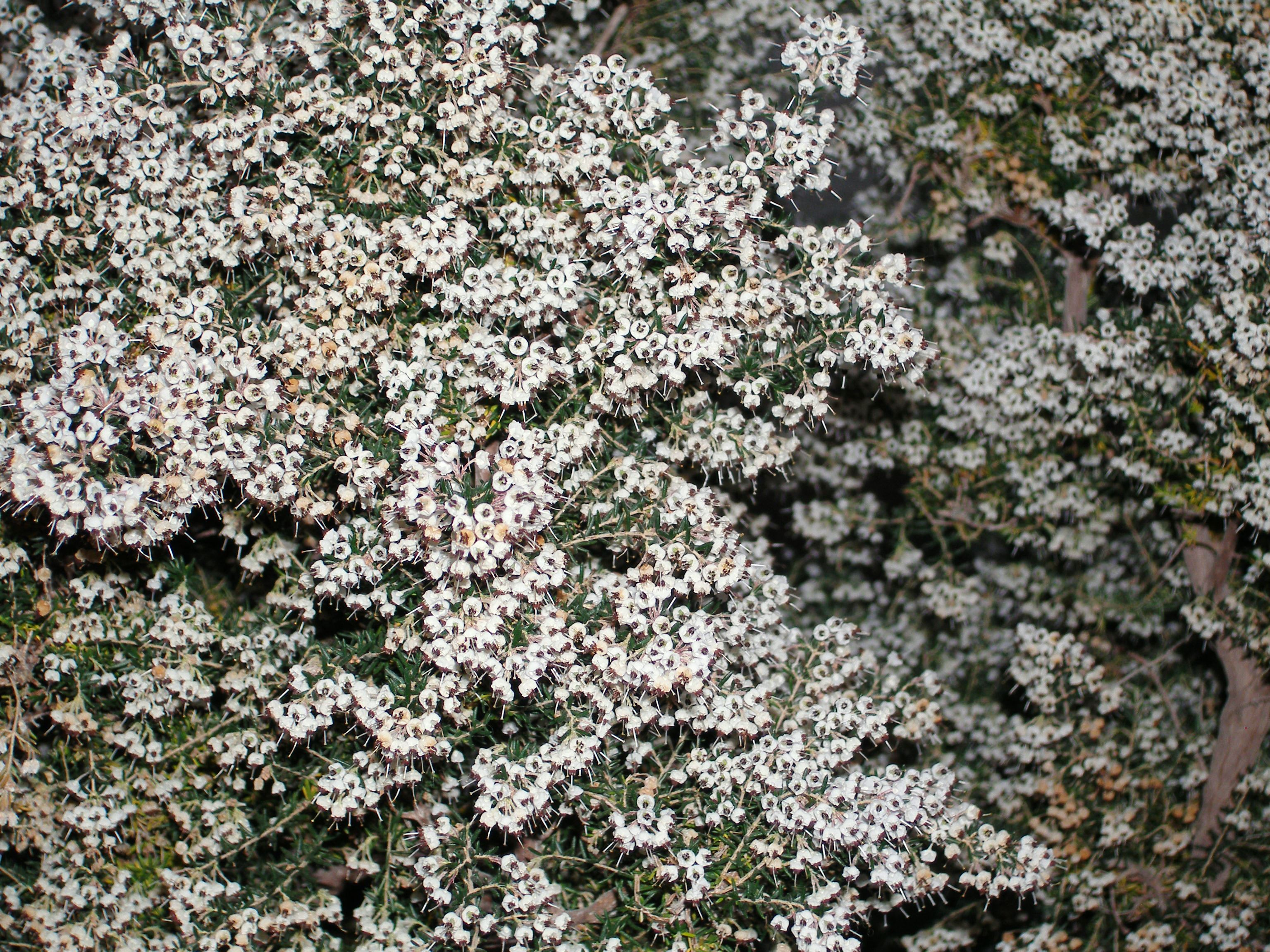
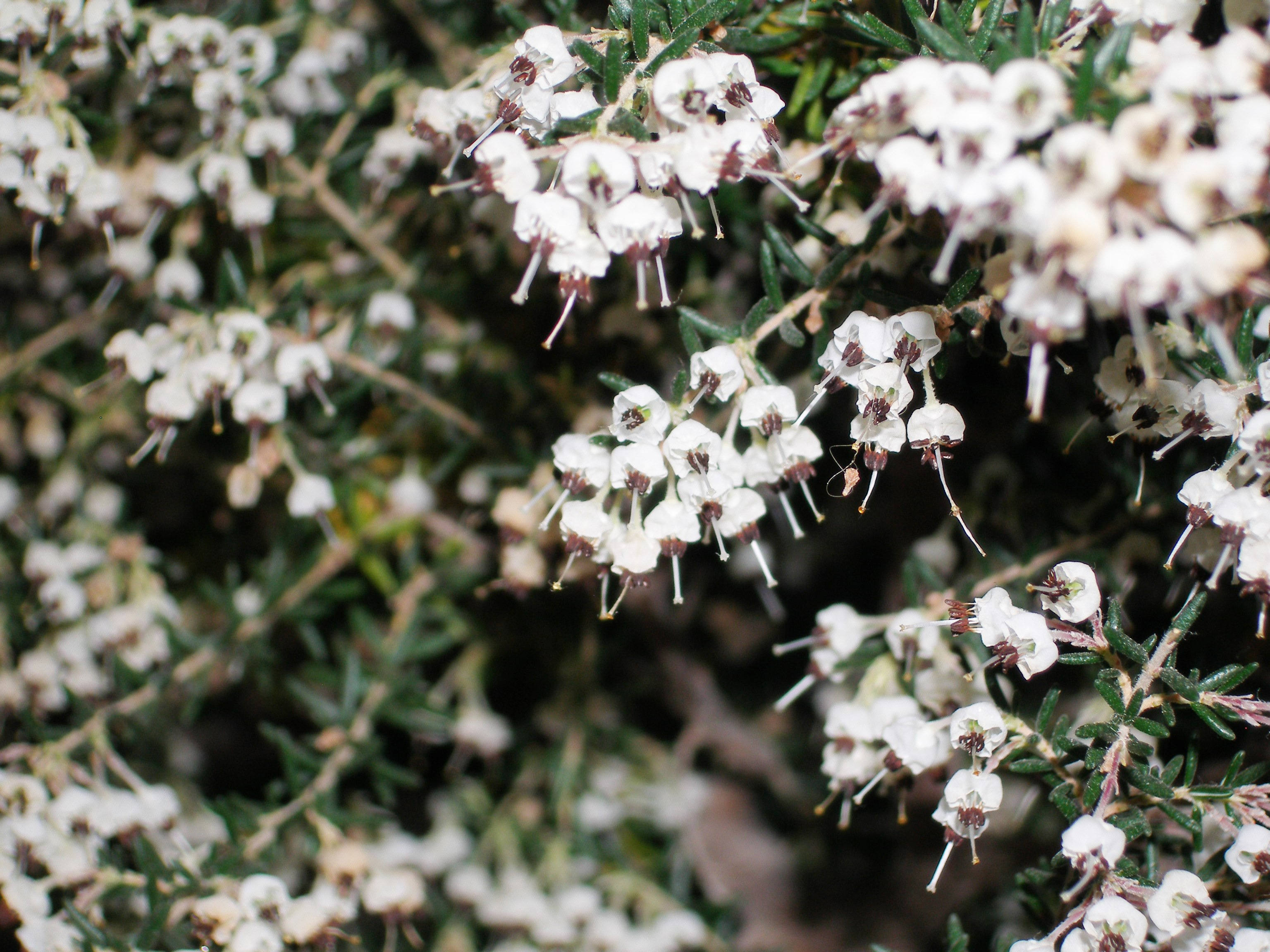
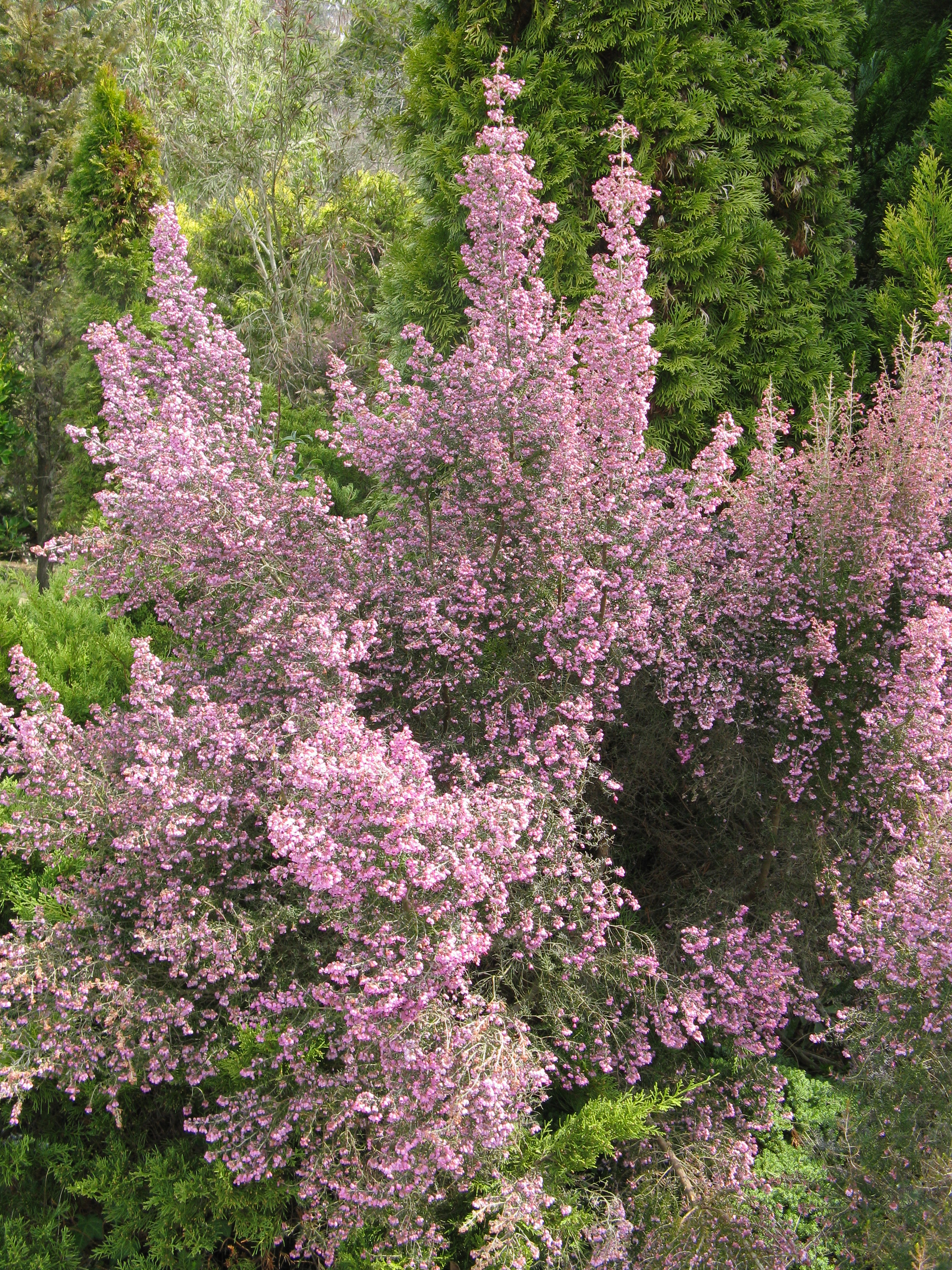
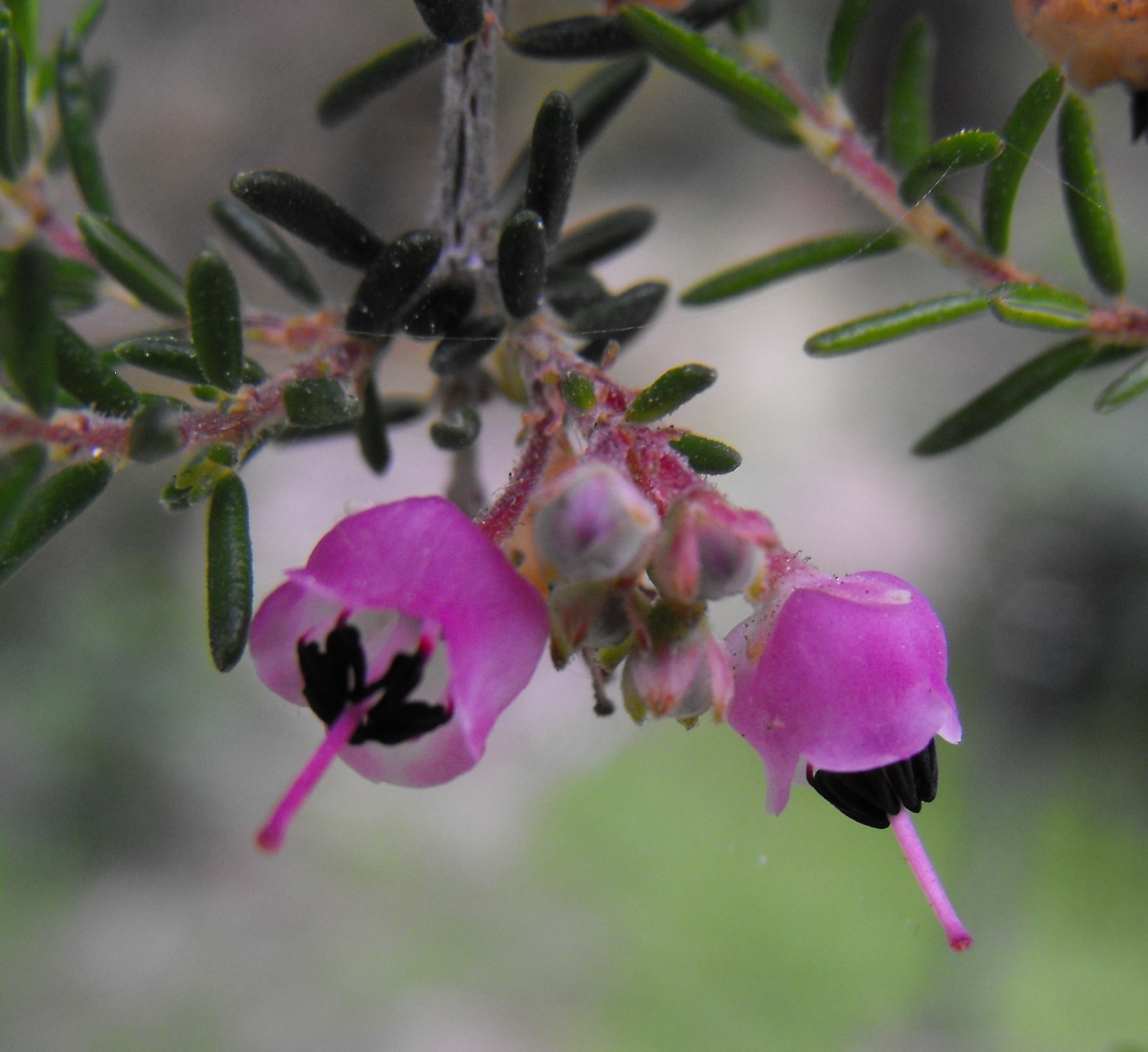